# One Wall Centre
One Wall Centre (znany także jako Sheraton Wall Centre – North Tower) – wieżowiec liczący 48 pięter przy wysokości 150 m, znajdujący się w Vancouver. Został zaprojektowany przez firmę architektoniczną Perkins+Will Canada. Został oddany do użytku w 2001 roku oraz uznany za najlepszy nowy wieżowiec roku 2001 w konkursie Emporis Skyscraper Award, wygrywając z Millennium Point (Nowy Jork) i Plaza 66 z Szanghaju.

## Wykorzystanie wieżowca
- Pierwsze 27 pięter należy do Sheraton Hotel (733 czterogwiazdkowych pokoi),
- Piętra 28-30 do Club Intrawest Resort,
- Piętra 31-48 wykorzystywane są jako mieszkalne.

W podziemiach znajduje się parking na 350 samochodów.